# Пчеларско дружество „Пчела“
Пчеларско дружество „Пчела“ е организация на пчелари в Сухиндол, сред първите в България.

## История
Предистория
Дружеството на българските пчелари е основано през 1898 г. Член на инициативния комитет за създаването му и съучредител е Марко Вачков, учител и читалищен деятел в Сухиндол.
През 1901 г. е свикан 2-ри пчеларски събор, който взема решение да се образуват общински, околийски и окръжни пчеларски дружества. Създаването на дружества започва след решението на събора.
Дружество
Дружеството е основано през 1908 г. Първоначално е съставено от 50 членове. Главен организатор и съосновател на дружествоно е Марко Вачков, който обзавежда пчелин със 100 пчелни семейства за обучение на новите пчелари.
Кооперация
По време на Балканските войни пчеларската организация е срината. Пчеларите от Сухиндол се обединяват и основават пчеларска кооперация „Нектар“ (1915 – 1920).